# 新都站 (忠清南道)
新都站（：／ Sindo yeok */?）曾为韩国铁路湖南线上的一个车站，位于忠清南道鸡龙市奄寺面奄寺里，已于2006年废止。

## 历史
- 1966年8月1日，落成使用[1]。
- 2006年6月23日，停止使用。